# Закарян, Степан Грачаевич
Степа́н Грача́евич Закаря́н (арм. Ստեփան Զաքարյան, 18 июля 1957, Ереван) — армянский государственный и политический деятель, секретарь «Народной партии Армении».
- 1978 — окончил Армянский государственный педагогический институт им. Х.Абовяна. Режиссёр, прозаик, театровед, публицист. Член союза писателей Армении.
- 1978—1979 — был режиссёром народного театра Разданского районного дома культуры, учителем в средней школе села Ахавнадзор.
- 1979—1981 — ассистент режиссёра студии телефильмов «Ереван».
- 1981—1983 — литсотрудник журнала «Пионер», заведующий отделом прозы.
- 1983—1993 — редактор, заведующий отделом, главный редактор в Гостелерадио.
- 1993—1995 — заведующий отделом драматических передач, заместитель председателя Гостелерадио.
- 1995—1996 — генеральный директор Госрадио Армении.
- 1997—1998 — начальник управления культуры, спорта и вопросам молодёжи мэрии Еревана.
- 1999—2003 — депутат парламента Армении, член постоянной комиссии по государственно-правовым вопросам НС.
- 2003—2007 — депутат парламента. Член постоянной комиссии по внешним сношениям НС.Секретарь НПА.Член политсовета.